# 真部朗
真部 朗（まなべ ろう、1957年10月 ? ）は、日本の防衛官僚。

## 人物
富山県出身。富山県立富山中部高等学校を経て、東京大学法学部卒業。
沖縄防衛局長のとき、2012年2月の沖縄県宜野湾市長選を前にした「講話」で市長選の投票を呼びかけたことが問題にされ、2012年2月3日には、衆院予算委員会に参考人招致され追及を受けたが、「違法性はない」という主張を通した。防衛省では、2012年4月26日に訓戒の処分を受けたが、処分が軽すぎるとの批判が巻き起こった。また、沖縄県の弁護士らから告発されたが、那覇地検は2012年8月30日、「特定の候補予定者名を挙げておらず、政治目的にあたらない」と不起訴処分（嫌疑不十分）にした。しかし、那覇検察審査会が、2013年1月25日、「無言の圧力になったと推測できる」と指摘し、「不起訴不当」の議決をして那覇地検に処分の再検討を求めた。これを受けて自衛隊法違反の疑いで那覇地検は再捜査をしたが、結局2013年3月27日付で不起訴処分（嫌疑不十分）にした。

## 略歴
出典:
- 1982年 防衛庁入庁 防衛局計画官付
- 1983年4月 防衛局防衛課
- 1984年4月 長官官房総務課
- 1986年4月 外務省条約局法規課
- 1988年4月 長官官房総務課部員
- 1988年10月 防衛局調査第2課総括·分析班部員
- 1990年4月  防衛庁防衛局調査第2課米州班長
- 1990年6月 防衛局調査第2課戦略環境評価班長
- 1991年7月 自治省税務局固定資産税課課長補佐
- 1993年4月 装備局航空機課部員
- 1995年8月 防衛局防衛政策課部員
- 1996年7月 防衛局防衛政策課信頼醸成・軍備管理企画室長
- 1997年1月 防衛局調査課情報室長
- 1997年7月 長官官房企画官（情報担当）（併）防衛庁防衛局調査課情報室長
- 1998年1月 長官官房秘書課部員
- 1998年12月 長官官房企画官（防衛政策担当）
- 1999年10月 （併）防衛庁長官官房秘書課部員（瓦力長官）
- 2000年7月 経理局施設課長
- 2001年8月 防衛施設庁施設部施設調整官
- 2002年 内閣参事官
- 2003年 防衛施設庁業務部業務企画課長
- 2004年 防衛局調査課長
- 2005年 防衛局防衛政策課長
- 2007年 大臣官房報道官
- 2008年 沖縄防衛局長
- 2011年 地方協力局次長
- 2012年 防衛政策局次長
- 2014年 人事教育局長
- 2015年 整備計画局長
- 2016年 防衛審議官
- 2019年 退官